# 山鷹和狐狸
山鷹和狐狸，又作鷹和狐狸，是伊索寓言中的一個故事，目前已知最早出現於前7世紀希臘詩人阿尔基罗库斯的殘詩中。

## 源流
學者趙建國指出此寓言曾出現於前7世紀希臘詩人阿尔基罗库斯的殘詩中，也和印度《五卷书》第1卷中第5、27個故事內容情節相似，只是角色不同而已。

## 情節及啟示
從前有一隻狐狸和一隻山鷹。他們一個住樹下的洞；一個在樹枝上築巢，久而久之便成了好友。
某日狐狸去獵食，請山鷹幫忙照顧小狐狸，山鷹雖然答應了，但及後卻因為非常肚餓，竟然將三隻小狐狸全捉回巢中與小鷹一起吃。
狐狸回來後，發現有小狐狸的骨在鷹巢上跌下，知道原來是山鷹背信棄義吃了小狐狸。狐狸雖既悲且憤，但自己不會飛，哪能對付山鷹？唯有先忍下這口氣，稍後再打算。
幾日後，有人燒羊腸來祭神，山鷹嗅到香味，便打算去搶羊腸回來給小鷹吃。當山鷹搶到羊腸後，便將羊腸帶回巢中。但原來羊腸上還有點死灰，而且大風一吹便令死灰復燃，很快便火借風威地燒著了鷹巢。四隻小鷹因為羽翼未豐，被燒個皮開肉爛，一隻一隻飛墮地上。狐狸便當著山鷹的面把四隻小鷹全部吃了。山鷹見狀羞憤難當，亦一頭撞向懸崖自盡死了。
其寓意在於：背叛別人不會有好下場。